# Bagno
Bagno var en typ av fängelse i 1700-talets Frankrike. Från 1748 ersatte de det tidigare galärstraffet, vilket avskaffats definitivt samma år. Till en början blev fångarna brännmärkta (höger skuldra) och hölls fastkedjade i fotbojor, två och två, och fick utföra tungt arbete. Efterhand mildrades dock behandlingen.
Avvecklingen påbörjades 1830. Sista bagnon stängdes i Toulon 1873, men då handlade det bara om en slags depå för straffångar, som väntade på deportation.